# Gunnar Berg (Physiker)
Gunnar Berg (* 29. März 1940 in Magdeburg) ist ein deutscher Physiker.

## Leben
Gunnar Berg absolvierte von 1958 bis 1963 ein Studium der Physik an der Martin-Luther-Universität Halle-Wittenberg, anschließend war er bis 1970 am Institut für Bergbausicherheit in Leipzig und begann im gleichen Jahr als Assistent in der Sektion der Physik an der Martin-Luther-Universität Halle-Wittenberg seine Arbeit aufzunehmen. In Halle wurde er 1971 zum Doktor der Naturwissenschaften promoviert, 1975 an der Bergakademie Freiberg zum Doktor der Ingenieurwissenschaft. 1982 habilitierte er sich und wurde Oberassistent in der Festkörperphysik an der Martin-Luther-Universität Halle-Wittenberg.
Nachdem er für seine Arbeiten auf dem Gebiet der Festkörperphysik 1982 den Gustav-Hertz-Preis erhalten hatte, wurde er 1989 zum außerordentlichen Dozenten berufen und erhielt 1992 die Professur für Experimentelle Physik an der Martin-Luther-Universität Halle-Wittenberg. Von 1990 bis 1992 war Berg Direktor der Sektion Physik, seit 1989 ist er Mitglied der Initiativgruppe zur Erneuerung der Universität, von 1991 bis 1992 war er Dekan der Mathematisch-Naturwissenschaftlichen Fakultät und von 1992 bis 1996 Rektor der Universität Halle.
Gunnar Berg war von 1990 bis 1998 Mitglied im Vorstand der Deutschen Physikalischen Gesellschaft und war von 1996 bis 1998 und 2000 bis 2002 Vorsitzender des Mathematisch-Naturwissenschaftlichen Fakultätentages. Von 1996 bis 2007 war er Vorsitzender des Vorstandes der Stiftung Leucorea in Wittenberg. Von 2000 bis 2008 war Berg Mitglied des Präsidiums des Deutschen Hochschulverbandes gewesen. Berg ist seit 2000 Präsidiumsmitglied und seit 2010 Vizepräsident der Deutschen Akademie der Naturforscher Leopoldina – Nationale Akademie der Wissenschaften.

## Auszeichnungen
Auszeichnungen und verliehene Mitgliedschaften:
- 1979: Forschungspreis der Martin-Luther-Universität Halle-Wittenberg
- 1982: Gustav-Hertz-Preis der Physikalischen Gesellschaft der DDR
- 1990–1998: Vorstandsmitglied der Deutschen Physikalischen Gesellschaft (DPG)
- 1992: Mitglied des Beirats des Mathematisch-Naturwissenschaftlichen Fakultätstages
- 1998: Mitglied der wissenschaftlichen Beirates der Walter-Raymond-Stiftung der BDA, Köln
- 1999: Mitglied der Deutschen Akademie der Naturforscher Leopoldina – Nationale Akademie der Wissenschaften
- 2017: DPG-Ehrennadel
- 2019: Bundesverdienstkreuz am Bande[6]
- 2024: Verdienst-Medaille der Leopoldina
- 2025: Verdienstorden des Landes Sachsen-Anhalt[7]